# Кампофеличе ди Фиталија
Кампофеличе ди Фиталија (итал. Campofelice di Fitalia) је насеље у Италији у округу Палермо, региону Сицилија.
Према процени из 2011. у насељу је живело 544 становника. Насеље се налази на надморској висини од 740 м.

## Становништво
| 1931. | 1936. | 1951. | 1961. | 1971. | 1981. | 1991. | 2001. | 2011. |
| ----- | ----- | ----- | ----- | ----- | ----- | ----- | ----- | ----- |
| 1.439 | 1.615 | 1.550 | 1.339 | 932   | 751   | 638   | 609   | 548   |